# Iolanda i el lladre
Iolanda i el lladre (Yolanda and the Thief) és una pel·lícula musical americana dirigida per Vincente Minnelli, estrenada el 1945 i doblada al català. La música és de Harry Warren i les lletres d'Arthur Freed, que també va produir la pel·lícula.
La pel·lícula va ser un projecte de Freed per promocionar la carrera de la seva amant, Lucille Bremer, però va ser un fracàs a la taquilla. Un intent de crear una fantasia capritxosa, va acabar, en paraules del crític John Mueller, com "un eggnog en comptes del xampany habitual". Malgrat que conté valors admirables, el resultat va arruïnar la carrera de Lucille Bremer i va desanimar a Fred Astaire, que va decidir retirar-se després de fer una pel·lícula més.

## Argument
Iolanda Aquaviva, única hereva d'una gran fortuna, deixa el pensionat de religioses on ha estat educada i torna a la casa familiar, regentada per la seva tia i tutora, Amarilla Aquaviva. Un vespre, al seu jardí, la jove prega el seu "àngel de la guàrdia" de guiar-la cap al futur. L'endemà, l'àngel es presenta a ella sota el nom de Sr. Brown. En realitat, es tracta de l'estafador i buscadots, Johnny Parkson Riggs, que espera aprofitar la fortuna Aquaviva, amb l'ajuda del seu còmplice, Victor Budlow Trout. Però l'amor apareix...

## Repartiment
- Fred Astaire: Johnny Parkson Riggs
- Lucille Bremer: Iolanda Aquaviva
- Frank Morgan: Victor Budlow Trout
- Mildred Natwick: La tia Amarilla Aquaviva
- Mary Nash: La dama de companyia
- Leon Ames: M. Candle
- Ludwig Stossel: El mestre d'escola
- Jane Green: La mare superior
- Remo Buffano: El titellaire
- Francis Pierlot: El padre
- Leon Belasco: El taxista
- Ghislaine Perreau: Gigi
- Charles La Torre: El tinent de policia
- Michael Visaroff: El majordom

## Producció
El rodatge va començar el 15 de gener de 1945. Es va estrenar per primera vegada l'11 de juliol de 1945 a Glendale, Califòrnia. Va costar 2.443.322,31 dòlars i va generar una pèrdua neta de 1.644.000 dòlars.